# ARccOS
ARccOS (Advanced Regional Copy Control Operating Solution) es un sistema de protección anticopia desarrollado por Sony que se utiliza en algunos DVD. Se utiliza como una capa de seguridad adicional junto con el Content Scramble System (CSS). El sistema crea deliberadamente sectores dañados en el DVD, lo que hace que el software de copia produzca errores (véase sector defectuoso). Los sectores dañados se encuentran en áreas del disco a las que la mayoría de los reproductores de DVD no tienen acceso, pero la mayoría de los programas de copia sí.
A pesar de que se promociona como "totalmente compatible con los reproductores y unidades de DVD disponibles", algunos DVD con ARccOS no pueden reproducirse en algunos reproductores de DVD como: Sony DVPCX995, Toshiba SD4700, Harman Kardon DVD101, Microsoft Xbox y otros. Sony ha anunciado una futura actualización del firmware de sus reproductores para solucionar este problema de incompatibilidad. Una revisión del esquema ARccOS utilizada por Sony era incompatible con un número elevado de reproductores. Sony se ha ofrecido a sustituir esos discos a los propietarios que tengan problemas; los discos de sustitución llevarán una versión más reciente de la codificación ARccOS, que, según Sony, es más compatible. Algunas empresas de alquiler de DVD han advertido a los usuarios de que los DVD de Sony en cuestión podrían no reproducirse en sus máquinas. Muchos ripeadores de DVD han sido diseñados para superar la protección ARccOS; también se puede evitar de forma natural utilizando ddrescue, una utilidad de Linux diseñada para copiar imágenes con errores.